# Asolene
Asolene is een geslacht van weekdieren uit de klasse van de Gastropoda (Slakken).

## Soorten
- Asolene crassa (Swainson, 1823)
- Asolene granulosa (G. B. Sowerby III, 1894)
- Asolene meta (Ihering, 1915)
- Asolene petiti (Crosse, 1891)
- Asolene platae (Maton, 1811)
- Asolene pulchella (Anton, 1838)
- Asolene spixii (d'Orbigny, 1838)